# Riane Eisler
Pour les articles homonymes, voir Eisler.
Riane Eisler, née le 22 juillet 1931 à Vienne, est une historienne, chercheuse, enseignante et avocate américaine, dont les travaux sur la théorie de la transformation culturelle a inspiré les universitaires et les travailleurs sociaux.

## Biographie
Alors qu'elle est encore une enfant, sa famille, juive, doit quitter l'Autriche pour fuir le Nazisme. Elle émigre à Cuba puis s'installe aux États-Unis. Riane Eisler est diplômée en sociologie et en droit à l'Université de Californie à Los Angeles (UCLA), où elle devient enseignante, notamment sur la condition de la femme.
Ses travaux sur l'histoire culturelle et la science des systèmes touchent de nombreux domaines : histoire, littérature, philosophie, art, économie, psychologie, sociologie, éducation, développement, politique, santé, etc.